# Ild og jord
Ild og jord er en dansk folkekomedie fra 1955 instrueret af Kai Wilton, der også skrev filmens manuskript.

## Handling
Martin giftede sig som ung mand med datteren på gården, satte gammelfar fra styret og rettede med sin energi og arbejdsvilje gården op, så den nu ligger som den største og mest velholdte bedrift på hele egnen. Ingen kan lide at være hos Martin. Hensynsløshed og stædighed er grundelementer i hans karakter. Han tåler ingen ved siden af sig. Gammelfar og konen har affundet sig med tingenes tilstand længe, men nu må noget ske.

## Medvirkede
- Preben Lerdorff Rye
- Inge Hvid-Møller
- Jakob Nielsen
- Jørgen Reenberg
- Palle Huld
- Buster Larsen
- Aage Winther-Jørgensen
- Holger Boland
- Knud Hallest
- Knud Hilding
- Hans Egede Budtz